# Università di Cordova
L'Università di Cordova (ufficialmente Universidad de Córdoba), nata come tale nel 1972, possiede in realtà 2 secoli di storia che dimostrano il suo successo che è radicato nella Libera Università di Cordova, nell'attività della provincia del tardo XIX secolo e dispone di studi antichi come la Facoltà di Medicina Veterinaria, unica in Andalusia.
Ma la storia di luogo di alta cultura a Cordova va dall'epoca del califfato omayyade al XVIII secolo, lungo periodo in cui era stata attiva un'università conosciuta per lo studio delle discipline umanistiche e discipline scientifiche, che è stata una delle più antiche del mondo e il primo esempio in Europa.
Il fiorire della cultura andalusa, e lo scoprire delle proprie conoscenze o delle sue tecniche, rese il centro di Cordova uno dei principali che svilupparono il rinascimento in Europa del XV e XVI secolo.
Ereditando una ricca cultura, quella di Cordova fu un'università nota per la sua esperienza nutrizionale, agricola e ambientale, estendendo i suoi campi nella conoscenza della chimica e della biologia.

## Centri di ricerca
L'Università di Cordova possiede centri di ricerca:
- Centro di documentazione europea;
- Centro sperimentale andaluso della sanità animale (CEASA);
- Clinico ospedale veterinario;
- Rossa spagnola di Aerobiologia;
- Ospedale Universitario Reina Sofía;
- Giardino botanico di Cordova;
- Istituto Andaluso Interuniversitario di Criminologia (IAIC).